# Sens-sur-Seille

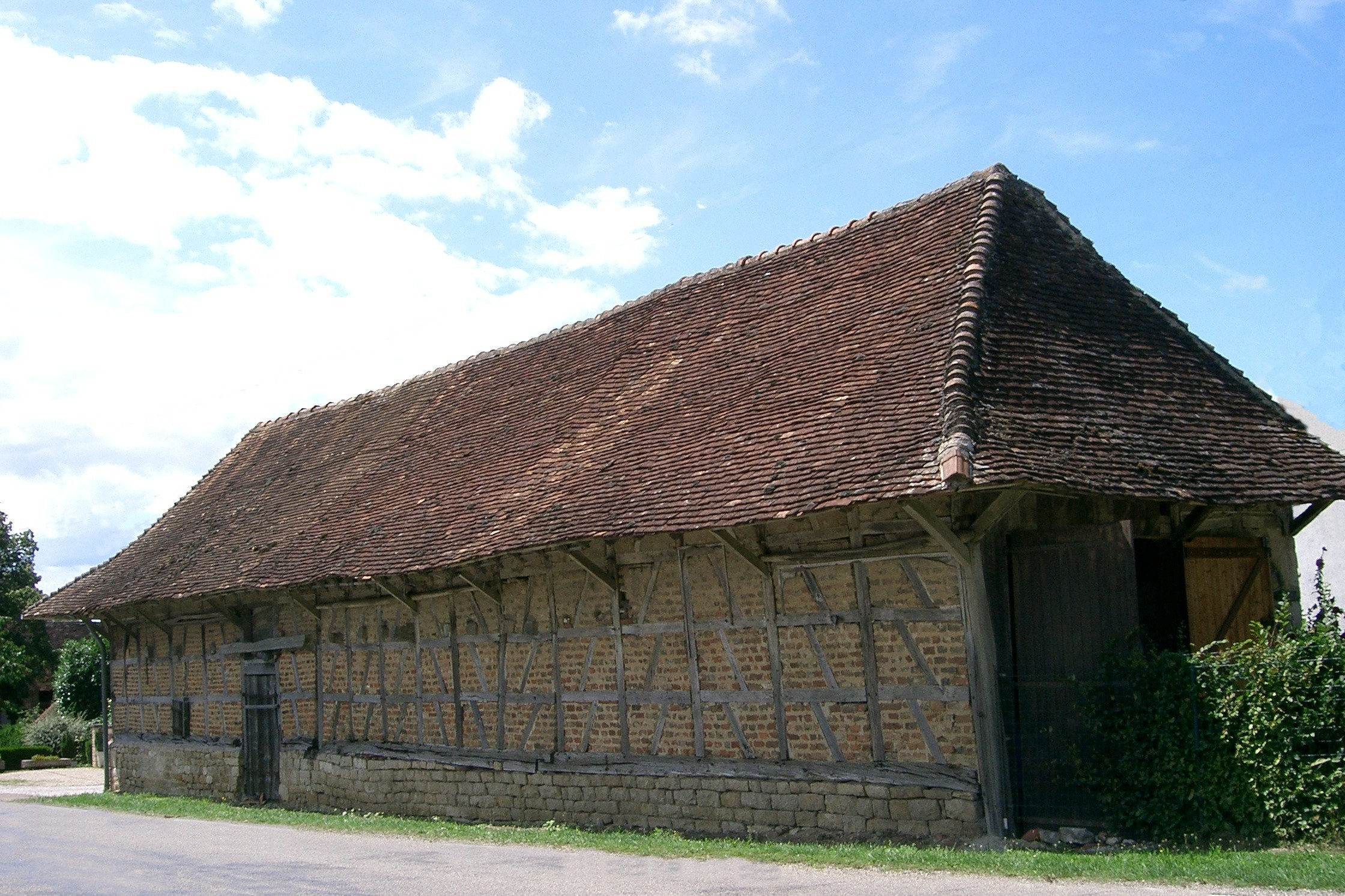
Oude boerderij

Sens-sur-Seille is een gemeente in het Franse departement Saône-et-Loire (regio Bourgogne-Franche-Comté) en telt 298 inwoners (1999). De plaats maakt deel uit van het arrondissement Louhans.

## Geografie
De oppervlakte van Sens-sur-Seille bedraagt 11,6 km², de bevolkingsdichtheid is 25,7 inwoners per km².
De onderstaande kaart toont de ligging van Sens-sur-Seille met de belangrijkste infrastructuur en aangrenzende gemeenten.

## Demografie
Onderstaande figuur toont het verloop van het inwonertal (bron: INSEE-tellingen).

1. ↑  Populations de référence 2022.